# Мустафаев, Рамиз Гаджи оглы
Рамиз Мустафаев Гаджи оглы (азерб. Ramiz Hacı oğlu Mustafayev; 16 октября 1926, Туркменабад — 10 апреля 2008, Баку) — советский и азербайджанский композитор, профессор. Народный артист Азербайджанской ССР (1987).

## Биография
Рамиз Мустафаев родился 16 октября 1926 года. В 1941 году поступил на актерское отделение Театрального техникума. В период учебы активно выступал в Театре юного зрителя, затем работал актером в Азербайджанском государственном академическом драматическом театре. В 1948 году поступил в Азербайджанскую государственную консерваторию, где изучал музыкальное искусство в классе профессора Бюль-Бюля и успешно закончил вокальное отделение в 1952 году.
Рамиз Мустафаев является автором опер "Вагиф", "Полад", "Айдын", "Ширин", "Хан и огородник", "Обратная сторона" и других произведений. В период с 1968 по 1973 годы он занимал должность секретаря Азербайджанского Союза композиторов. С 1957 года он был членом Управляющего совета Союза композиторов.
Скончался 10 апреля 2008 года в Баку.
Мать Рамиза Мустафаева, Набат ханым, является внучкой известного поэта Сейид Азима Ширвани.
Рамиз Мустафаев был братом художницы Гюллю Мустафаевой и дирижера Фаика Мустафаева.
Он также является дядей музыковеда Земфиры Кафаровой.

## Произведения
Рамиз Мустафаев создал многочисленные произведения в различных жанрах, особенно в монументальных музыкальных формах, внесшие значительный вклад в развитие музыкального искусства. Его творчество охватывает балеты и другие жанры, включая 6 опер, 6 музыкальных комедий, 9 ораторий, кантату, 8 симфоний, более 300 песен и романсов, а также многочисленные инструментальные произведения различных жанров.

### Оперы
- "Ширин" (1957) — дипломная работа
- "Вагиф" (1960) — опера
- "Хан и экинчи" (1962) — опера
- "Упрямая коза" (1964) — одноактная детская опера на либретто Теймура Эльчи
- "Полад" (1964) — радио-опера по произведению Энвера Алибейли
- "Айдын"

### Музыкальные комедии, оперетты
- "Скупой" (1958) — совместно с композитором Васифом Адыгезаловым, основана на комедии Мирзы Фатали Ахундова "Гаджи Кара"
- "Раздельно будет лучше" (1967) — либретто: Рафик Зека Хандан
- "У нас по соседству есть мальчик" — либретто: Махерем Ализаде
- "Месма ханум мой дядя" (2001) - либретто: Дж.Мамедов

### Вокальные произведения
- "Салатын" оратория (1990) – слова Наби Хазри.
- "Этот кровь не оставлен на земле" вокально-симфоническая поэма (1991) – слова Мамед Исмаил
- "Отчего ты создан" вокально-симфоническая поэма (1993) – слова Ахмед Джавад
- "Правда с тобой, Азербайджан!" Кантата (1992) – слова Хикмет Зия
- "Физули" вокально-симфоническая поэма (1993) – слова Мухаммед Физули и Хикмет Зия
- "Мухаммед и Лейла" оратория (2000) – слова Бахтияр Вахабзаде
- Гимн Университета Хазар - совместно с Васифом Адыгезаловым. Слова Гамлета Исаханлы

В период с 1990 по 2001 годы Рамиз Мустафаев сочинил песни и романсы на стихи Мухаммеда Фузули, Ашика Элесгера, Бахтияра Вахабзаде, Аслана Асланова, Мирварид Дильбази, Гамлета Исаханлы, Зелимхана Якуба, И. Этибара, Х. Сёзлю, Б. Оруджоглу, М. Дашгын, Д. Небигызы и др.

### Детские
- "Мать и дочь" — слова Тофика Муталлибова[5]
- "Весна идет" — слова Юсифа Гасанбейли
- "Лейла" — слова Сардар Асад
- "Роза" — слова Сардар Асад[6]

Кроме того, в 2001 году Рамиз Мустафаев создал сборник из 45 детских песен, слова к которым принадлежат Д. Небигызы, Мирварид Дильбази, Маммед Аслан, Б. Оруджоглу, Э. Агаев и др.

## Фильмография
- Не та, так эта (фильм, 1956) - в роли Гусейна Араблинского

## Звания и награды
- Почетное звание Заслуженный деятель искусств Азербайджанской ССР — 1973 [7]
- Почетное звание Народный артист Азербайджанской ССР — 15 декабря 1987 [8]
- Орден «Слава» (Азербайджан) — 2001
- Персональная пенсия Президента Азербайджанской Республики — 11 июня 2002[9]